# Heteropterys neblinensis
Heteropterys neblinensis är en tvåhjärtbladig växtart som beskrevs av W.R. Anderson. Heteropterys neblinensis ingår i släktet Heteropterys och familjen Malpighiaceae. Inga underarter finns listade i Catalogue of Life.